# Ангоас
Ангоас (фр. Angoisse) је насељено место у Француској у региону Аквитанија, у департману Дордоња.
По подацима из 2011. године у општини је живело 621 становника, а густина насељености је износила 26,85 становника/km².

## Демографија
| 1962. | 1968. | 1975. | 1982. | 1990. | 2011. |
| ----- | ----- | ----- | ----- | ----- | ----- |
| 871   | 834   | 721   | 619   | 559   | 621   |